# Festival Internacional de la Canción de Sopot
El Festival Internacional de la Canción de Sopot, o Sopot Festival, es un certamen musical que se celebra en Sopot (Polonia). Junto con el Festival Nacional de la Canción de Opole, es el festival de música más importante de Polonia.

## Historia
El creador del festival fue Władysław Szpilman, quien lo puso en marcha junto con la radio polaca. Entre 1977 y 1980, este festival fue reemplazado por el Festival de la Canción de Intervisión, que mantuvo su sede en Sopot, y más tarde volvió a la fórmula original. A diferencia del Festival de la Canción de Eurovisión, Sopot ha realizado varios cambios a lo largo de su historia y ha estado abierto a otras naciones que no formaban parte del Bloque del Este o de Europa. Además, ha incluido las actuaciones de artistas invitados famosos.
El certamen comenzó a perder popularidad en los años 1980 y en la década de 1990 sufrió una grave crisis de audiencia que le llevó incluso al borde de la desaparición, cuando la TVP (televisión pública polaca) dejó de organizar el concurso y mantuvo solo el festival musical con cantantes famosos a partir de 1999. La organización de Sopot, poco convencida con las últimas retransmisiones de la TVP, decidió ceder los derechos del festival en 2005 a la emisora privada TVN, que mostró su interés en recuperar el concurso y la organización del festival.
En 2010 y 2011 el festival no se celebró debido a la renovación de la Ópera Leśna. En 2012 se cambió el nombre del festival a Sopot Top Of The Top Festival, emitiéndose en Polsat. En 2014 se volvió a cambiar el nombre del concurso a Polsat Sopot Festival. En 2015, Polsat decidió no organizar el festival. Sin embargo, las autoridades municipales decidieron organizar el concurso con una sola gala, sin cobertura televisiva.
En 2016 no se celebró el festival ante la falta de un canal de televisión que lo pudiera retrasmitir, aunque originalmente iba a encargarse TVP. Finalmente, y tras un año de pausa, en 2017 se decidió reanudar el festival. El concursó volvió a llamarse Sopot Top Of The Top Festival, y desde entonces se emite en TVN.
En 2020 el festival no se celebró por la pandemia de COVID-19.
El Festival de Sopot es considerado como uno de los festivales musicales más importantes de Europa junto con los de Eurovisión y San Remo.

## Ganadores
1961-1973: Premio a la mejor canción
- 1961  Suiza: Jo Rolland (Nous Deux)
- 1962  Grecia: Jeanne Yovanna (Ti Krima)
- 1963  Unión Soviética: Tamara Miansarova (Pust vsiegda budiet solnce) y  Francia: Simone Langlois (Toi et ton sourire)
- 1964  Grecia: Nadia Constantinoupoulou (Je te remercie mon cœur)
- 1965  Canadá: Monique Leyrac (Mon pays)
- 1966  Estados Unidos: Lana Cantrell (I'm all smiles)
- 1967  Polonia: Dana Lerska (Po prostu jestem)
- 1968  Polonia: Urszula Sipińska (Po ten kwiat czerwony)
- 1969  Suiza: Henri Dès (Maria Consuella). Este año España ganó el tercer premio de interpretación y el premio especial del público por la actuación de Conchita Bautista y el Gran Premio del Disco por la actuación de Michel.[4]
- 1970  Canadá: Robert Charlebois (Ordinaire)
- 1971  Reino Unido: Samantha Jones (He Moves Me)
- 1972  Polonia: Andrzej Dąbrowski (Do zakochania jeden krok) y  Unión Soviética: Lev Leshenko - (Ja ne byl z nim znakom)
- 1973  Reino Unido: Tony Craig (Can You Feel It y I Think Of You baby)

1974-1976: Gran premio del disco
- 1974  Finlandia: Marion Rung (entre varias canciones)
- 1975  Reino Unido: Glen Weston (entre varias canciones)
- 1976  Unión Soviética: Irina Ponarovskaya (entre varias canciones)

1977-1980: Festival de la Canción de Intervisión
(entre 1981 y 1983, no se celebró el Festival)
1984-1987: Festival musical de Sopot
- 1984  Polonia: Krystyna Giżowska (Blue Box)
- 1985  Suecia: Herreys (Summer Party)
- 1986  Estados Unidos: Mary Getz (Hero Of My Heart)
- 1987  República Democrática Alemana: Double Take (Rockola)

1988-1990: Disco de Oro
- 1988  Estados Unidos: Kenny James (The Magic In You)
- 1989  Noruega: Dance With The Strangers (entre varias canciones)
- 1990  Polonia: Lora Szafran (Zły chłopak y Trust Me At Once)

1991-¿?: Festival musical de Sopot
- 1991  Letonia: New Moon (entre varias canciones)
- 1992  Austria: Mark Andrews (entre varias canciones)
- 1993  Lituania: Arina (Rain Is Coming Down)
- 1994  Polonia: Varius Manx (Zanim zrozumiesz)
- 1995  Polonia: Kasia Kowalska (Jak rzecz y A to co mam)
- 1996 Solo se celebró el festival, no hubo concurso
- 1997  Países Bajos: Total Touch (Somebody Else's Lover)
- 1998  Italia: Alex Baroni (Male che fa male)

(entre 1999 y 2004, no se celebró el concurso, solamente el Festival)
-contando solo los ganadores por voto del público-
- 2005  Polonia: Andrzej Piaseczny (Z głębi duszy) -solo hubo cantantes polacos en ese Festival-
- 2006  Reino Unido: Mattafix (Big City Life)
- 2007  Polonia: Feel (A gdy już jest ciemno)
- 2008  Suecia: Oh Laura (Release me)
- 2009  Australia: Gabriella Cilmi (Sweet about me)

(en 2010 y 2011, no se celebró el Festival)
- 2012  Suecia: Eric Saade (Hotter than fire)
- 2013  Francia: Imany (You Will Never Know)
- 2014  Polonia: Ewa Farna (Cicho)

(entre 2015 y 2017, no se celebró el Festival)
- 2018  Rusia: Mihail (Who You Are)
- 2019  Suecia: Frans (If I Were Sorry)

El festival no se celebró en 2020.
- 2021  Polonia: Dawid Kwiatkowski (Bez Ciebie)
- 2022  Polonia: Michal Szpak (24 na 7)
- 2023  Polonia: Kwiat Jabłoni (Od Nowa)
- 2024  Polonia: Oskar Cyms (Cały czas)

## Ganadores por país
| Victorias | País                          | Años |
| --------- | ----------------------------- | --- |
| 18        | Polonia                       | 1967, 1968, 1972*, 1979, 1984, 1990, 1994, 1995, 1999, 2002, 2003, 2005, 2007, 2014, 2021, 2022, 2023, 2024 |
| 4         | Suecia                        | 1985, 2008, 2012, 2019                                                                                      |
| 4         | Reino Unido                   | 1971, 1973, 1975, 2006                                                                                      |
| 4         | Unión Soviética               | 1963*, 1972*, 1976, 1978                                                                                    |
| 3         | Estados Unidos                | 1966, 1986, 1988                                                                                            |
| 2         | Francia                       | 1963*, 2013                                                                                                 |
| 2         | Finlandia                     | 1974, 1980                                                                                                  |
| 2         | Canadá                        | 1965, 1970                                                                                                  |
| 2         | Suiza                         | 1961, 1969                                                                                                  |
| 2         | Grecia                        | 1962, 1964                                                                                                  |
| 1         | Rusia                         | 2018 |
| 1         | Australia                     | 2009 |
| 1         | Bélgica                       | 2001 |
| 1         | Chequia                       | 2000 |
| 1         | Italia                        | 1998 |
| 1         | Países Bajos                  | 1997 |
| 1         | Lituania                      | 1993 |
| 1         | Austria                       | 1992 |
| 1         | Letonia                       | 1991 |
| 1         | Noruega                       | 1989 |
| 1         | República Democrática Alemana | 1987 |
| 1         | Checoslovaquia                | 1977 |

## Estrellas del Festival de Sopot
El Festival de Sopot cuenta con la presencia de otros artistas famosos fuera de concurso, que son el reclamo principal para la audiencia por delante del concurso. Estos son:
- 1964: Nadia Constantinoupoulou, Karel Gott
- 1966: Angela Zilia
- 1968: Zsuzsa Koncz
- 1969: Karel Gott, Muslim Magomajew
- 1977: Helena Vondráčková
- 1978: Drupi, Pussycat, The Temptations
- 1979: Demis Roussos, Boney M
- 1984: Charles Aznavour
- 1986: Bonnie Tyler
- 1988: Kim Wilde, Sabrina
- 1989: Savage, Blue System, C. C. Catch
- 1990: Ronnie Hawkins, Duo Datz, Erasure, Victor Lazlo, Curiosity Killed The Cat
- 1991: Dannii Minogue, Johnny Hates Jazz, Technotronic, Deacon Blue, Alison Moyet, Aztec Camera, OMD, Bros, Jimmy Somerville
- 1992: Kim Wilde, Bobby Kimbell, Sonia, Marillion, Simone Angel
- 1993: Boney M, La Toya Jackson, Marc Almond, Helena Vondráčková, Jiří Korn
- 1995: Chuck Berry, Vanessa Mae, Annie Lennox
- 1996: The Kelly Family, Vaya Con Dios, Deep Forest, La Bouche
- 1997: Khadja Nin, Alexia, Secret Garden, Boyz II Men
- 1998: The Corrs, Chris Rea, Tanita Tikaram, Ace of Base, Era
- 1999: Lionel Richie, Whitney Houston
- 2000: Bryan Adams
- 2001: Goran Bregović, Lou Bega, UB40
- 2002: Zucchero, Garou
- 2003: Björk, Ricky Martin
- 2004: In-Grid, Kate Ryan, Patricia Kaas
- 2005: Patrizio Buanne, Lemar, Gordon Haskell, Scorpions, Simply Red, Bonnie Tyler, Blondie
- 2006: Katie Melua, Elton John, Karel Gott, Helena Vondráčková, Demis Roussos, Drupi
- 2007: Norah Jones, Village People, Gloria Gaynor, Hot Chocolate, Kool & The Gang, Sister Sledge, Mattafix
- 2008: Sabrina, Samantha Fox, Kim Wilde, Limahl, Thomas Anders.